# 七海那美
七海 那美（なみ なみ、2002年7月3日 - ）は、日本のAV女優。ACT ENTERTAINMENT所属。

## 略歴
幼少時から水泳をたしなみつつ、舞台を中心に演技活動を行う。中学2年生で胸が大きくなり始め、高校3年で胸が水の抵抗を受け記録が止まり、競技生活を断念。
役者稼業を続けていくうちに、AV業界、グラビア業界と各々知り合うきっかけがあり、「AV業界の人の方が少し先に誘ってくれたし、興味があったのはAV業界だった」ことでAV女優になる道を選択。
AVに関してはデビュー以前から三上悠亜、新ありななど「綺麗なお姉さんたちの王道作品」を鑑賞しており、「（快楽で）顔が崩れて溶けていく過程を観るのが大好き」だったとのこと。なお、見るだけで性欲が発散されたため、自慰はしたことがなかった。
2024年5月21日、『新人 小麦肌の健やかGカップおひさま神BODY 21歳 七海那美 AV Debut』でMOODYZ専属女優としてデビュー。
デビュー作は2024年5月13日週FANZA動画フロアランキングで初登場第5位。
2025年3月4日発売作品よりアタッカーズ専属女優としてメーカー移籍する。
2025年7月23日、ファンクラブアプリ『あげふぁんず』と七海那美本人公式X(旧Twitter)より同年7月25日19時から"七海那美公式ファンクラブ" 「なみふぁんず」スタートが発表される。

## 人物
- 芸名の命名はMOODYZ担当プロデューサー。「七海那美」の字面で「ななみ・なみ」だと思っていたが、「なみ・なみ」の読みで驚いたという[3]。半面、かわいいなとも感じ、水泳歴や海が好きだったことから「波」のイメージがあることにも感謝したという。水泳歴約18年（得意種目は背泳ぎ[7]）のため、水泳部部員、顧問などバックボーンを生かした作品も多い[3]。
- 初体験は高校2年生[4]。
- 撮影での発見はプライベートでは気持ちよさがわからなかった騎乗位が好きだということに気づけたこと[1]。初の4P撮影ではダブルフェラ、串刺し体位を経験し、「これがAVか」と感動した[1]。一方でプレイを考える余裕がなく、気持ちよくなってる暇もないくらいだったのが反省点だと回答している[1]。
- 好きなサンリオキャラクターは「こぎみゅん」[8]。

## 作品

### アダルトビデオ
- 新人 小麦肌の健やかGカップおひさま神BODY 21歳 七海那美 AV Debut（5月21日、MOODYZ）[9]
- Gカップ神BODY もうイってるってばぁ！状態で追撃激ピストン！！イキ狂い初体験4本番 専属第2弾 七海那美（6月18日、MOODYZ）
- 激イキ218回！膣痙攣3289回！イキ潮8000cc！ 禁欲焦らしオーガズム大覚醒～30日間溜め込んだ性欲が爆発した一日～ 七海那美（7月16日、MOODYZ）
- 乳房がこぼれそうな競泳水着で部員募集する巨乳水泳部の誘惑 七海那美（8月20日、MOODYZ）
- 放課後NTR 大会直前で居残り練習のはずの那美が…濃厚親父コーチの涎ベロキス＆絶倫ピストンで淫らにイキまくっていた… 七海那美（9月17日、MOODYZ）
- 妻が帰省した3日間発育しきって喰い頃な巨乳連れ子を一生分ヤリ貯めした。 七海那美（10月15日、MOODYZ）
- 無防備すぎるデカパイ体育女教師を乳便器にしてヤッた…精液ぶっかけ集団レ×プ輪● 七海那美（11月19日、MOODYZ）
- 大嫌いな変態店長のパワハラ乳首こねくりとデカチン生ハメに堕ちた巨乳女子大生バイト不倫 七海那美（12月17日、MOODYZ）

- ど田舎の学校に赴任した女教師は性欲の強過ぎる生徒たちに恥ずかしい水着を着させられて輪●された。 七海那美（3月4日、アタッカーズ）
- 冴えないモテない女性不信の僕を全肯定してくれる職場の後輩に身も心も溶けるほど精子抜かれまくった数日間。 七海那美（4月1日、アタッカーズ）
- 離婚して仕事もやめて地元に帰った僕が偶然元カノと再会。好きだったけど遠距離になって別れた、忘れられなかった元カノとあの頃のように求めあった数日の話。七海那美(5月6日、アタッカーズ）
- 母親の再婚相手のオジサンに毎日レ●プされています。 七海那美 (6月3日、アタッカーズ）
- DQN母が作った多額の借金を背負わされた娘が、返済するまで知らないオジサンのチ〇ポをたくさんしゃぶった話。 七海那美 (7月1日、アタッカーズ）
- 七海那美MOODYZ8作品コンプリート15SEX49射精8時間BEST （7月29日、MOODYZ）
- 強気な性格でボーイッシュな女友達と精子枯れるまでハメた記録。 七海那美 (8月5日、アタッカーズ）

### アダルトVR
- あの夏、初めて見せてくれたおっぱいを揉みしだきながらもう一度、セックスした 七海那美（8月25日、MOODYZ）

### イメージビデオ
- ブラックダイヤモンド 七海那美（2024年7月9日、FAIR＆WAY）
- Nami Okinawa magic hours・七海那美（2024年12月19日、REbecca）[2]
- スノーフレーク 七海那美（2025年6月25日、アースダイバー、監督 : リッキーヤノ）同タイトル1st写真集と同時発売。

## 出版

### 写真集
- 七海那美1st写真集 スノーフレーク（2025年6月25日、ジーウォーク、撮影：天野功）ISBN:9784867178584